# Centrilla sagraeana
Centrilla es un género monotípico de plantas fanerógamas perteneciente a la familia Acanthaceae. El género tiene una única especie de hierbas: Centrilla sagraeana (A.Rich.) Lindau, originaria de Cuba.

## Taxonomía
Centrilla sagraeana fue descrita por (A.Rich.) Lindau y publicado en Symbolae Antillanae seu Fundamenta Florae Indiae Occidentalis 2: 232. 1900.